# Idzubius akiyamae
Idzubius akiyamae – gatunek kosarza z podrzędu Laniatores i rodziny Podoctidae. Jedyny znany przedstawiciel monotypowego rodzaju Idzubius.

## Występowanie
Gatunek endemiczny dla Japonii.